# Växelsats
En växelsats är en samling delar till ett vapen för att byta kaliber. Växelsatser är vanliga inom sportskytte för att med samma vapen kunna tävla i olika grenar med olika kalibrar, eller för att kunna använda billigare ammunition i lägre kaliber till träning men med samma vapen som man sedan tävlar i. En växelsats till en pistol består oftast av pipa, mantel, och rekylfjäder. För att kunna använda pistolen med växelsatsen krävs också magasin för den aktuella kalibern.  Växelsatser finns också för många gevär, i Sverige vanligen bestående av pipa och slutstycke men även låda och pipa för vapen som t.ex AR15.